# Joaquín Jaquotot y Roca
Joaquín Jaquotot y Roca (Palma de Mallorca 1726 – Palma de Mallorca 1813) fue un médico ilustrado español.

## Biografía
Joaquín Jaquotot y Roca nació en Palma de Mallorca el 18 de septiembre de 1726. Su padre Nicolas Jaquotot (Diennay, Francia 1682 - Palma de Mallorca 1761) fue el Cirujano Mayor del Hospital Militar de Palma. El 16 de enero de 1746 contrajo matrimonio con Juana Vich y Salas (1727-1786).
Joaquín Jaquotot y Roca fue médico, miembro del claustro de profesores de la Facultad de Medicina de Palma y miembro fundador de la Sociedad Económica de Amigos del País del Reino de Mallorca que se constituyó en septiembre de 1778. Los objetivos que perseguían los miembros de la citada sociedad no difierían en absoluto de los perseguidos por otros ilustrados de la época, es decir mejorar la agricultura, fomentar la industria y el comercio y difundir las artes y las ciencias. Joaquín Jaquotot fue miembro de la comisión de población que se ocupaba de asuntos de tipo social como la pobreza o la vagancia juvenil.
Junto con otros miembros de la Sociedad Económica de Amigos del País del Reino de Mallorca,  participó también en la creación de la Academia Médico-Práctica de Mallorca,  siendo examinador de la misma durante los años 1797-1798 y 1799-1800.
También ocupó cargos públicos en el Ayuntamiento de Palma de Mallorca, siendo nombrado  el 31 de diciembre de 1773 Diputado Primero del Ayuntamiento de Palma. En septiembre de 1779 y en su calidad de médico y diputado del Ayuntamiento se le comisionó para que fuera a Alcudia para atender a los enfermos de dicha localidad y posteriormente se le dieron las gracias por el celo desplegado en su cometido. En 1778 juró el cargo de Síndico Personero del Ayuntamiento de Palma de Mallorca.
Contaba Joaquín Jaquotot sesenta años cuando en el mes de mayo de 1786 fallecieron dos de sus hijos y su esposa. Estos hechos pudieron inducirle a ordenarse sacerdote beneficiado de la parroquia de Santa Eulalia con dispensa papal para seguir ejerciendo la medicina. Además fue capellán y confesor de las Monjas Capuchinas que tenían y tienen su  convento junto a la que fue su casa. Joaquín Jaquotot vivió en la casa que posteriormente se identificó con el número 8 del Carrer Can Jaquotot. 
Vivió ochenta y seis años. 

## Obras
Como miembro de la Academia Médico-Práctica de Mallorca escribió los siguientes  manuscritos: 
Discurso Teórico-Práctico de la sangría (1799), 
Disertación sobre la enfermedad conocida con el nombre de spasmo o convulsión (1798) y 
Memoria Histórico-Médica de las enfermedades que acontecieron en la Villa de Deyá desde principios de septiembre del año último vencido de 1798 hasta el fin del mismo año(1799). 
Joaquín Jaquotot destacó por sus trabajos y mereció ser incluido en la Biblioteca de Escritores Baleares, obra del historiador mallorquín Joaquín-María Bover donde le considera “uno de los que han profesado la medicina con más crédito y reputación”. Además según Bover escribió también Disertación sobre la peste (1787) en la que estudiaba la peste que asoló  Mallorca en 1652. También según Bover fue “poeta agudo y festivo”, si bien “no se han conservado sus escritos en este género”.
Joaquín Jaquotot colaboró además en la obra publicada en 1779 por impulso de la Sociedad de Amigos del País del Reino de Mallorca llamada Breve Instrucción de el modo y medios de conocer a los muertos aparentes que se llaman asphíticos. Este libro fue escrito en colaboración con los doctores Jose Llabrés y Rafael Evinent y a cuyo texto castellano se acompañaba una traducción al mallorquín. La obra se dedica a explicar cómo reanimar a las personas que han perdido el conocimiento (muertos aparentes) por accidentes de varios tipos (ahogamiento, ahorcamiento, etc.) Acercar a las clases menos cultas los conocimientos científicos era uno de los ideales de la Ilustración. Por eso este manual no está dirigido a profesionales de la medicina, sino al público en general. Es lo que en palabras de hoy llamaríamos una obra de divulgación. Es importante también señalar que fue la primera obra publicada por la Sociedad de Amigos del País de Mallorca, y la única dedicada a la medicina. 